# Tour of the Alps
Tour of the Alps (indtil 2016 kendt som Giro del Trentino) er et italiensk etapeløb i landevejscykling som arrangeres hvert år i april. Løbet er blevet arrangeret siden 1962. Løbet er af UCI klassificeret med 2.Pro og er en del af UCI ProSeries.

## Vindere
| År                        | Vinder                     | Toer                       | Treer                    |
| ------------------------- | -------------------------- | -------------------------- | ------------------------ |
| Giro del Trentino         |                            |                            |                          |
| 1962                      | Enzo Moser                 | Alcide Cerato              | Gaetano Sarazin          |
| 1963                      | Guido De Rosso             | Franco Cribiori            | Ercole Baldini           |
| 1964-1978 ikke arrangeret |                            |                            |                          |
| 1979                      | Knut Knudsen               | Francesco Moser            | Roger De Vlaeminck       |
| 1980                      | Francesco Moser            | Tommy Prim                 | Gianbattista Baronchelli |
| 1981                      | Roberto Visentini          | Francesco Moser            | Giovanni Mantovani       |
| 1982                      | Giuseppe Saronni           | Francesco Moser            | Gianbattista Baronchelli |
| 1983                      | Francesco Moser            | Bruno Leali                | Emanuele Bombini         |
| 1984                      | Franco Chioccioli          | Emanuele Bombini           | Luciano Loro             |
| 1985                      | Harald Maier               | Silvano Contini            | Gerhard Zadrobilek       |
| 1986                      | Carrera-Inoxpran           | Del Tongo-Colnago          | Atala-Ofmega             |
| 1987                      | Claudio Corti              | Gianbattista Baronchelli   | Tony Rominger            |
| 1988                      | Urs Zimmermann             | Tony Rominger              | Helmut Wechselberger     |
| 1989                      | Mauro-Antonio Santaromita  | Claudio Chiappucci         | Luca Gelfi               |
| 1990                      | Gianni Bugno               | Piotr Ugrumov              | Leonardo Sierra          |
| 1991                      | Leonardo Sierra            | Massimiliano Lelli         | Stephen Hodge            |
| 1992                      | Claudio Chiappucci         | Roberto Conti              | Zenon Jaskuła            |
| 1993                      | Maurizio Fondriest         | Claudio Chiappucci         | Leonardo Sierra          |
| 1994                      | Moreno Argentin            | Jevgenij Bersin            | Francesco Casagrande     |
| 1995                      | Heinz Imboden              | Mariano Piccoli            | Francesco Frattini       |
| 1996                      | Wladimir Belli             | Enrico Zaina               | Nelson Rodríguez Serna   |
| 1997                      | Luc Leblanc                | Pavel Tonkov               | Leonardo Piepoli         |
| 1998                      | Paolo Savoldelli           | Dario Frigo                | Francesco Casagrande     |
| 1999                      | Paolo Savoldelli           | Gilberto Simoni            | Marco Pantani            |
| 2000                      | Simone Borgheresi          | Nicklas Axelsson           | Paolo Savoldelli         |
| 2001                      | Francesco Casagrande       | Leonardo Piepoli           | Raimondas Rumšas         |
| 2002                      | Francesco Casagrande       | Julio Alberto Pérez Cuapio | Gilberto Simoni          |
| 2003                      | Gilberto Simoni            | Stefano Garzelli           | Tadej Valjavec           |
| 2004                      | Damiano Cunego             | Jure Golčer                | Gilberto Simoni          |
| 2005                      | Julio Alberto Pérez Cuapio | Jevgenij Petrov            | Sergio Ghisalberti       |
| 2006                      | Damiano Cunego             | Luca Mazzanti              | Eddy Ratti               |
| 2007                      | Damiano Cunego             | Michele Scarponi           | Luca Mazzanti            |
| 2008                      | Vincenzo Nibali            | Stefano Garzelli           | Domenico Pozzovivo       |
| 2009                      | Ivan Basso                 | Janez Brajkovič            | Przemysław Niemiec       |
| 2010                      | Alekszandr Vinokurov       | Riccardo Riccò             | Domenico Pozzovivo       |
| 2011                      | Michele Scarponi           | Tiago Machado              | Luca Ascani              |
| 2012                      | Domenico Pozzovivo         | Damiano Cunego             | Sylwester Szmyd          |
| 2013                      | Vincenzo Nibali            | Mauro Santambrogio         | Maxime Bouet             |
| 2014                      | Cadel Evans                | Domenico Pozzovivo         | Przemysław Niemiec       |
| 2015                      | Richie Porte               | Mikel Landa                | Leopold König            |
| 2016                      | Mikel Landa                | Tanel Kangert              | Jakob Fuglsang           |
| Tour of the Alps          |                            |                            |                          |
| 2017                      | Geraint Thomas             | Thibaut Pinot              | Domenico Pozzovivo       |
| 2018                      | Thibaut Pinot              | Domenico Pozzovivo         | Miguel Ángel López       |
| 2019                      | Pavel Sivakov              | Tao Geoghegan Hart         | Vincenzo Nibali          |
| 2020 ikke arrangeret      |                            |                            |                          |
| 2021                      | Simon Yates                | Pello Bilbao               | Aleksandr Vlasov         |
| 2022                      | Romain Bardet              | Michael Storer             | Thymen Arensman          |
| 2023                      | Tao Geoghegan Hart         | Hugh Carthy                | Jack Haig                |
| 2024                      | Juan Pedro López           | Ben O'Connor               | Antonio Tiberi           |
| 2025                      |                            |                            |                          |

- Noter: 1986-udgaven arrangeret som en holdkonkurrence under navnet Coppa Italia